# Харви Беј
Харви Беј (енгл. Hervey Bay) је град Аустралији у савезној држави Квинсленд. Према попису из 2006. у граду је живело 41.225 становника.

## Становништво
Према попису, у граду је 2006. живело 41.225 становника.
| 1991.  | 1996.  | 2001.  | 2006.  |
| ------ | ------ | ------ | ------ |
| 22,205 | 32,054 | 36,109 | 41,225 |